# Flyology
Flyology fue un libro escrito en 1828 por Ada Lovelace (Londres, 10 de diciembre de 1815 – 27 de noviembre de 1852). En este libro se plasma la realización de un estudio creado por la joven Lovelace para que los humanos pudieran volar.
Ada Lovelace fue la primera programadora en la historia de los ordenadores. Matemática y física, colaboró con Charles Babbage en el diseño de una máquina analítica capaz de resolver ecuaciones diferenciales.
Se dio cuenta de que la máquina tenía más aplicaciones aparte de la pura calculación y reconoció todo el potencial de la máquina. A sus notas de trabajo incluyó el que ahora se considera el primer algoritmo que se intentó llevar a cabo en una máquina. Es por eso que se la considera la primera programadora.[hace falta [cita requerida]
Aunque sufría de una salud frágil y estaba enferma continuamente, continuó su educación.
| Flyology             | Flyology        |
| -------------------- | --------------- |
|                      |                 |
| Autora               | Ada Lovelace    |
| Fecha de publicación | Febrero de 1828 |

## Historia de Flyology
Cuándo Ada Lovelace tenía doce años quería volar, pero sabía perfectamente que la antropología humana le impedía realizar su sueño. Fue por eso que decidió empezar un estudio. Al principio, en febrero de 1828, inició un proceso de observación. Se pasaba horas observando, estudiando y dibujando la antropología de diferentes aves, y al mismo tiempo fue valorando diferentes formas y materiales para averiguar cómo poder realizar un aparato para elevar a una persona.
Acabó redactando todo su estudio en un libro: "Flyology". Redactó e ilustró todos los estudios junto con explicaciones matemáticas y científicas, comparando la antropología natural de las aves con las máquinas de vapor. Como resultado, creó un tipo de vehículo en forma de caballo que funcionaba con vapor y que volaba y servía para el transporte de personas. Pero, evidentemente, todo se quedó en una teoría y nunca se llegó a crear.

## La niñez de Ada Lovelace
La vida de Ada Lovelace se sitúa en la primera mitad del siglo XIX, en la época victoriana. Su padre era un gran poeta inglés, considerado uno de los mejores y más importantes escritores del romanticismo: Lord Byron. De entre sus obras destaca "Don Juan". Su madre era Anne Isabelle. Después de saber que Byron no le era fiel, Anne Isabella lo abandonó en 1816. Después, dio a luz a la única hija legítima del poeta, Augusta Ada. Los rumores sobre las relaciones incestuosas entre Byron y su hermanastra Augusta, los poemas antipatrióticos, la acusación de sodomía y las dudas sobre el estado de su cordura provocaron su ostracismo social. Amargado profundamente, Byron abandonó Inglaterra en 1816 y no  volvió nunca más. Por ello, tampoco llegó a ejercer como padre.[hace falta [cita requerida]
Fue durante su infancia, y solo con doce años, cuando realizó este estudio y escribió el libro Flyology.